# Курч (герб)
Курч, Князь (пол. Kurcz, Kniaz) — герб волынских князей Курцевичей, потомков Гедиминовичей. Герб использовали дворянские роды Беларуси, Литвы, Польши и Украины. Герб «Курч» использовался гетманом Иваном Мазепой.

## Описание
Фигура вроде латинской буквы игрек (Y), перекрещенная в средине, а основанием своим упирающаяся в скобу с загнутыми концами; справа от этой эмблемы помещается шестиугольная звезда, а слева полумесяц. Нашлемник три страусиных пера.
Это — знамя князей Кориатовичей-Курцевичей, происшедших от Гедимина.
Современный исследователь гетманства — Игорь Сытый указывает, что в современной геральдике крест трактуется как солнце и указывает, что предки владельца герба являются легендарными личностями. Звезда трактуется как символ вечности, а шесть лучей означает — вифлеемскую звезду.